# 虹組ベスツ!①
『虹組ベスツ!①』（にじぐみベスツ!①）は、2012年3月24日にProduction COLOR∞FULLから発売された虹組ファイツの初のオリジナルアルバムである。

## 概要
- 虹組ファイツ初のオリジナルアルバム。1st〜4thのシングル4枚を収録。
- 新曲を含む全19曲で構成されている。
- 5thシングル「SHOW ME 抱きしめて」・6thシングル「Dear係長! 〜TOMMYを着た悪魔 / 会いたいキモチ。」・アルバム「裏組ベスツ!①」と同日発売。
- レコーディング参加メンバーは1期生〜5期生の選抜メンバー。

## 収録曲
1. 恋愛Debut!始めました（岡本・伊藤・黒木・河野・清水・手塚・中山）(3:18)
作詞・作曲・編曲：田中守
オリジナルバージョン。
2. 堂山うまれ二丁目そだち (4:34)
作詞・作曲・編曲：田中守
3. 桜エバーピンク (4:09)
作詞・作曲・編曲：田中守
4. スキ×3ッス!（黒木・水島・松島・今野・山下・篠田・岩井・水野）(3:08)
作詞・作曲・編曲：田中守・振付：矢柴一拓
1stシングル。
5. ちょっと大きなマイベイブ（伊藤・手塚・矢柴・佐々木・荒瀬・安倍）(3:20)
作詞・作曲・編曲：田中守
6. 哀愁BOZE（河野・黒木・手塚・今野・山下・青柳・佐々木・水野・西村）(4:47)
作詞・作曲・編曲：田中守・振付：矢柴一拓
2ndシングル。
7. ベリーキュート魂!（岡本・伊藤・水島・松島・松丸・荒瀬・安倍・岩井）(3:14)
作詞・作曲・編曲：田中守
2ndシングルのカップリング曲。
8. translated love（手塚・中村・安倍・岩井・西村・松田・三浦）(4:02)
作詞・作曲・編曲：田中守
1stシングルのカップリング曲。
9. とまらない心臓エキゾチカ（岡本・河野・黒木・手塚・矢柴・今野・青柳・佐々木・片桐・上村・高島）(4:24)
作詞・作曲・編曲：田中守・振付：牛嶋瑛一郎
3rdシングル。
10. 極度に愛していただきます（伊藤・水島・松島・山下・荒瀬・安倍・水野・西村・三浦・橘・牛島）(3:27)
作詞・作曲・編曲：田中守
11. 青春は待ってくれない!（岡本・河野・伊藤・矢柴・松島・篠田・荒瀬・安倍・水野・西村・三浦・牛島・上村・高島）(4:07)
作詞・作曲・編曲：田中守・振付：矢柴一拓
3rdシングルのカップリング曲。
12. ミックスルームロマンス (4:05)
作詞・作曲：石川綺羅・編曲：田中守
リテイクバージョン。
13. なんちゃって大奥 (4:02)
作詞・作曲・編曲：田中守・振付：岡本忍
リテイクバージョン。
14. ○本×雄に恋をした!（岡本・矢柴・安倍・牛島・上村）(3:25)
作詞・作曲・編曲：田中守・振付：矢柴一拓
4thシングル。
15. ばたんきゅHOLIDAY（伊藤・山下・西村・三浦・高島・野々村・南・山口）(3:49)
作詞・作曲・編曲：田中守・振付：矢柴一拓
4thシングルのカップリング曲。
16. HAPPY BIRTHでいっ! (3:02)
作詞・作曲・編曲：田中守・振付：矢柴一拓
17. ダダモレナミダ (4:12)
作詞・作曲・編曲：田中守・振付：牛嶋瑛一郎
18. 笑顔ハイライト (3:55)
作詞・作曲・編曲：田中守・振付：矢柴一拓
19. 僕らの、リグレット (4:11)
作詞・作曲・編曲：田中守・振付：鈴木優吾
新曲。